# Риф Скорпіона
Риф Скорпіона (ісп. Arrecife Alacranes) — риф, що оточує невелику групу островів в Мексиканській затоці біля північного узбережжя штату Юкатан, Мексика. Риф входить до природоохоронних територій Мексики, є частиною архіпелагу банка Кампече, а також є найбільшим рифом у південній частині Мексиканської затоки.
Містить п'ять основних островів, вкритих рослинністю: Ісла-Перес, Ісла-Дезертора, Ісла-Пахарос, Ісла-Чика та Ісла-Дестеррада. Isla Pérez is the only inhabited island and includes a lighthouse. BirdLife International визнала риф, включно з його острівцями та навколишніми водами, важливою орнітологічною територією (IBA), оскільки він підтримує популяцію карибських фрегатів.